# SHK Laima Riga
Der SHK Laima Riga (lettisch Sieviešu hokeja klubs Laima) ist ein lettischer Fraueneishockeyverein aus Riga. Der Verein wurde im Frühjahr 1990 durch Uldis Opits, Andrejs Zaķis und Marika Nagumanova gegründet und zielte darauf, Individualsportlern wie Eiskunstläuferinnen, Eisschnellläuferinnen und Leichtathleten die Möglichkeit zu geben, eine Mannschaftssportart auszuüben.
Da es in Lettland keine weiteren Frauenmannschaften gab, trat das Team zunächst gegen Jungen-Mannschaften an. Außerdem nahm es ab 1992 regelmäßig an internationalen Turnieren teil, bei denen es auf andere Frauenteams traf. Ab 2004 entstanden in Lettland und Estland, beispielsweise die Ice Girls, ebenfalls aus Riga, und die Dreamland Queens Tallinn, weitere Eishockeyvereine mit Frauenteams, die seither in unregelmäßigen Abständen die Offene Lettische Meisterschaft und die Offene Estnische Meisterschaft austragen. Dabei belegte der SHK Laima mehrfach den ersten Platz.
Seit 2004 nimmt der SHK Laima zudem regelmäßig an Turnieren der IIHF teil. Dabei erreichte er im Dezember 2009 die Zwischenrunde des IIHF Frauen-Europapokals.